# Balián Grenier
Balián I Grenier o de Sidón (aprox. 1195-1240) fue señor de Sidón y uno de los nobles más importantes del Reino de Jerusalén desde 1202 hasta 1241. Sucedió a su padre Reinaldo Grenier. Su madre era Helvis, la hija de Balián de Ibelín. Balián era un poderoso e importante representante de la aristocracia nativa durante las tres cruzadas levantinas de la primera mitad del siglo XIII.
Durante la Quinta Cruzada, Balián aconsejó a las tropas de Andrés II de Hungría de no hacer cualquier incursión a las regiones desiertas de su condado de Sidón, regiones casi bajo control sarraceno. Sin embargo, los húngaros se negaron a escucharlo, y muchos fueron masacrados durante una emboscada turcomana.
Durante la Sexta Cruzada, Balián apoyó el emperador Federico II Hohenstaufen por el trono de Jerusalén. Negoció con Giordano Filangieri, el mariscal de Sicilia, enviado por Federico en 1228 para representar su autoridad en Acre hasta que el emperador pudiera hacer el viaje personalmente. Balián era el principal aliado nativo de los cruzados en el momento en que no fueron bien recibidos por los lugareños. Balián apoyó al emperador y su germanización, pero intentó, como en la anterior cruzada, evitar un baño de sangre. En 1229, Federico dejó a Balián a cargo de Tiro y en 1231 le dio la corregencia (bailío) del reino con Garnier l'Alemán.
Durante la cruzada de Teobaldo I de Navarra en 1239, participó en la batalla cerca de Ascalón entre los cruzados y las fuerzas egipcias. En contra de su buen juicio, Amaury VI de Montfort y Enrique II de Bar cargaron contra los egipcios, y fueron derrotados.
Balián después recibió el castillo de Beaufort, que su padre había defendido de Saladino en 1190. Murió en 1240 o, según Felipe de Novara en 1241. Su hijo Julián le sucedió en Sidón, la mayor parte de la cual había sido recuperado por Balián. 
En 1218 se casó con Margarita de Reynel, la hija de Arnoldo de Reynel y su esposa Ida de Brienne. Ella era la sobrina materna de Juan de Brienne. Con Margarita tuvo cinco hijos:
- Gilles (fallecido en 1240);
- Julián (fallecido en 1275), Conde de Sidón;
- Felipe (fallecido en marzo de 1261);
- Isabel;
- Inés, se casó con Guillermo de Batroun.